# Tipula (Lunatipula) harmonia
Tipula (Lunatipula) harmonia is een tweevleugelige uit de familie langpootmuggen (Tipulidae). De soort komt voor in het Palearctisch gebied.